# Taylor Trammell
Taylor Walter-Lee Trammell (Powder Springs, Georgia, 13 de septiembre de 1997), más conocido como Taylor Trammell, es un jugador profesional estadounidense de béisbol que se desempeña en la posición de jardinero izquierdo en Houston Astros, equipo de las Grandes Ligas de Béisbol (MLB).

## Carrera
Trammell hizo su debut en la MLB con el equipo Seattle Mariners, en el cual jugó tres temporadas (2021-2023), después pasó a Los Angeles Dodgers (2024), luego a New York Yankees (2024), posteriormente a Houston Astros.